# Lee Kyung-keun
Lee Kyung-keun (Koreaans: 이경근) (Daegu, 7 november 1962) is een voormalig Zuid-Koreaans judoka. Lee won in 1985 in zijn thuisland de zilveren medaille tijdens de wereldkampioenschappen. Een jaar later tijdens de Aziatische Spelen 1986 won Lee de titel. Lee zijn grootste succes was het winnen van olympisch goud in zijn thuisland tijdens de spelen van Seoel.

## Resultaten
- Wereldkampioenschappen judo 1985 in Seoel  in het halflichtgewicht
- Aziatische Spelen 1986 in Seoel  in het halflichtgewicht
- Olympische Zomerspelen 1988 in Seoel  in het halflichtgewicht

1980: Nikolaj Solodoechin ·
1984: Yoshiyuki Matsuoka ·
1988: Lee Kyung-keun ·
1992: Rogério Sampaio ·
1996: Udo Quellmalz ·
2000: Hüseyin Özkan ·
2004: Masato Uchishiba ·
2008: Masato Uchishiba · 
2012: Lasja Sjavdatoeasjvili · 
2016: Fabio Basile · 
2020: Hifumi Abe · 
2024: Hifumi Abe